# Stilaro
Lo Stilaro (/stiˈlaro/, Stilaru in dialetto calabrese) è un'importante fiumara calabrese, che dà il nome a tutta la vallata in cui scorre: la Vallata dello Stilaro. Conosciuto nell'antichità come Elleporo (anche se questo nome forse è attribuibile alla vicina fiumara Allaro per etimologia), e come Kàstron nel periodo bizantino e in periodo normanno anche Stillitanus.

## Storia

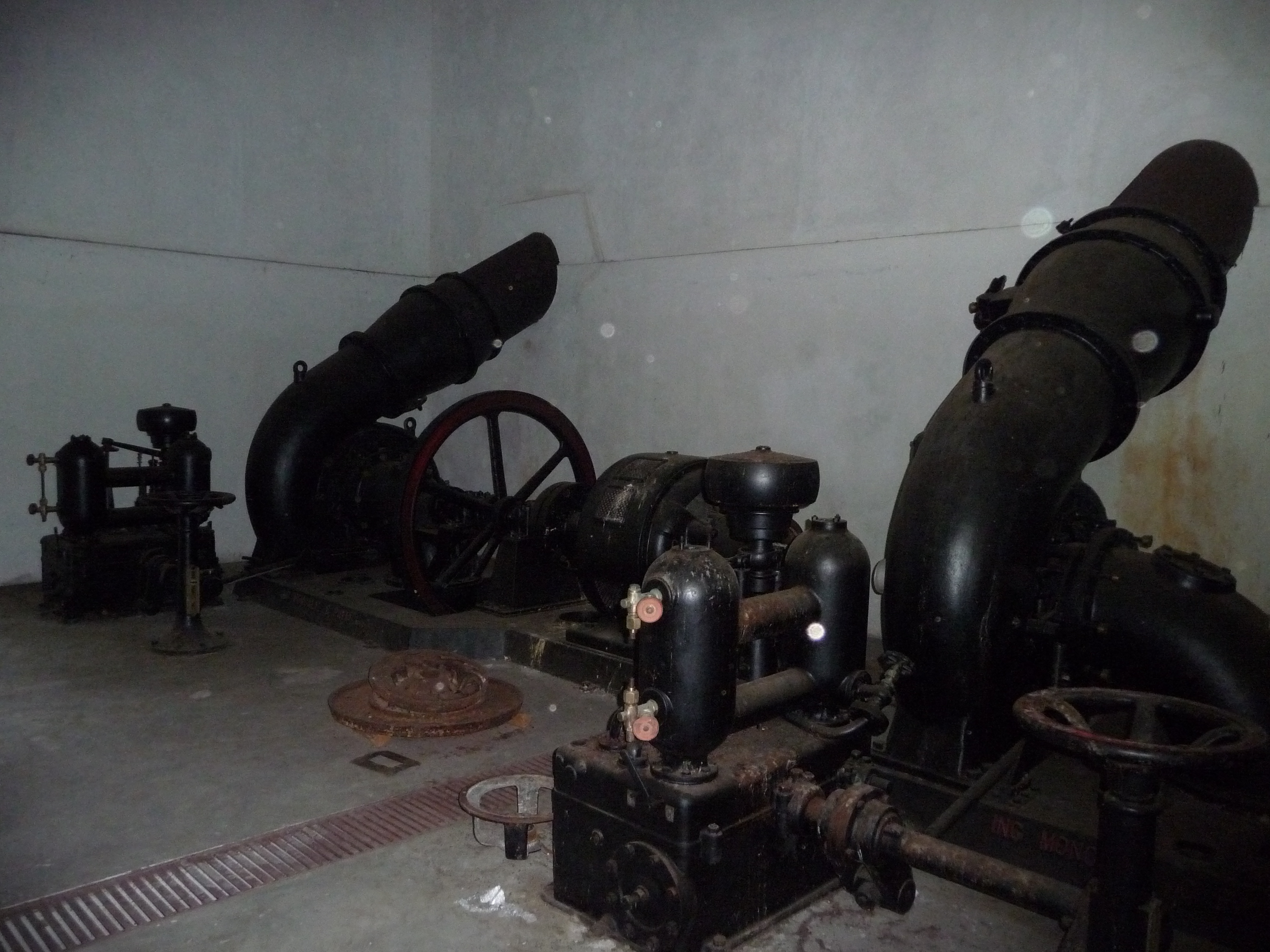
Macchinari nella Centrale idroelettrica Guida

Alluvione di Bivongi del 1972

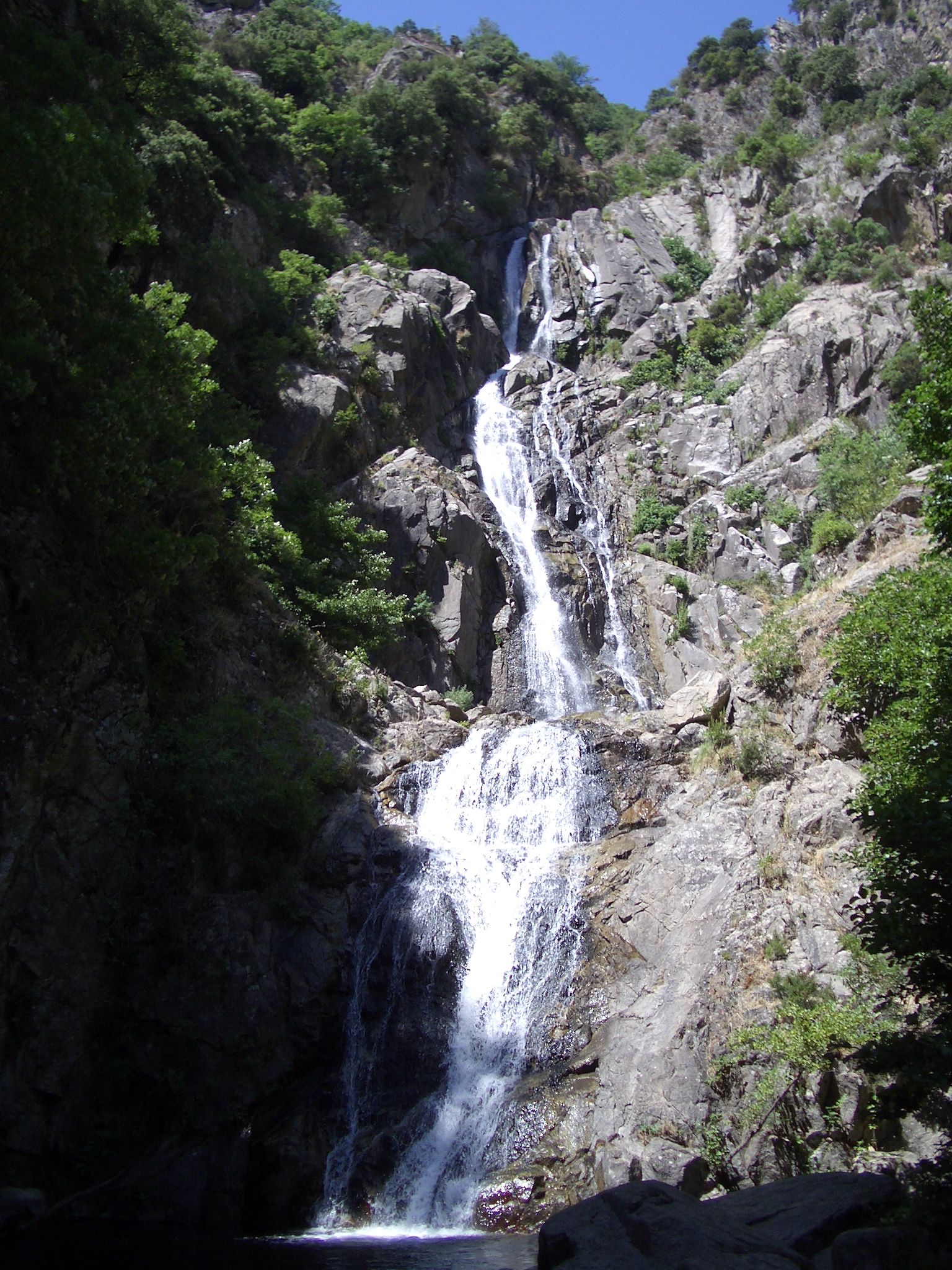
Cascata del Marmarico

Nella prima metà del IV secolo a.C. lo Stilaro allora chiamato Elleporo fu teatro di un'importante battaglia tra Dionisio I e la Lega italiota formata da alcune città della Magna Grecia con la sconfitta di queste ultime.
Fino al XVII secolo, in località Argalia, sulla sponda destra dello Stilaro era in funzione un forno fusore usato per scomporre i minerali estratti e per la lavorazione del metallo; il suo nome, difatti, deriverebbe da ergalion, laboratorio dove si batteva il ferro col maglio.
Tra il XVIII e il XIX secolo vengono costruite diverse dighe e piccole centrale idroelettriche per lo sfruttamento dell'energia idroelettrica, ora tutte dismesse: La diga Giulia, la diga Azzarera e la diga Ruggero, la centrale idroelettrica di Ferdinandea (costruita all'epoca di Achille Fazzari, su progetto dell'Ing. Guglielmo Freyburg), la centrale idroelettrica Marmarico e la centrale idroelettrica Guida.
Nell'alluvione del 1951 lo Stilaro è esondato fino ad arrivare nel corso principale del comune di Bivongi, allagando inoltre molte abitazioni anche nel comune di Pazzano. Un'altra alluvione ha provocato una successiva inondazione nel 1972. L'ultima volta è accaduto il 12 e il 13 gennaio 2009, è esondato nuovamente sulla strada provinciale 9 interrompendo il collegamento con Monasterace.

## Morfologia
La morfologia della vallata della fiumara Stilaro è varia e articolata con un percorso tortuoso. Passa attraverso i monti Mammicomito, Stella, Consolino e Pecoraro, i paesi di Stilo, Bivongi e Pazzano (in cui nasce) e di estese aree boschive. Numerosi i corsi d'acqua minori, quali il vallone Folea, il torrente Ruggiero, il vallone della Ficara e il torrente Mulinelle, che scorrono spesso in strette forre originando così numerosissime cascate, la più alta è la cascata del Marmarico nel vallone Folea. Lo Stilaro ha origine dall'unione di quest'ultimo col torrente Ruggiero.

### Affluenti

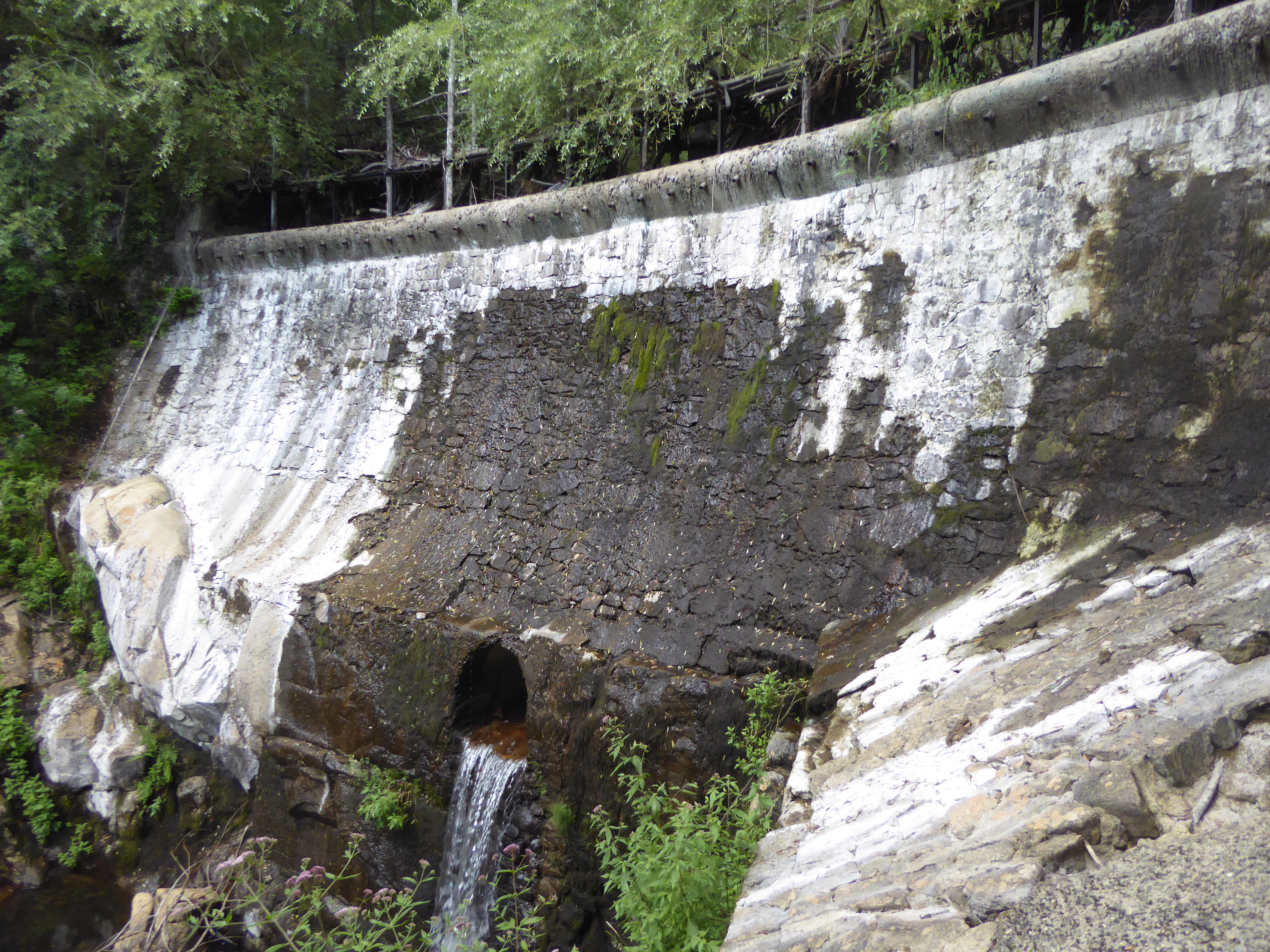
Diga Azzarera (Ferdinandea 2016)

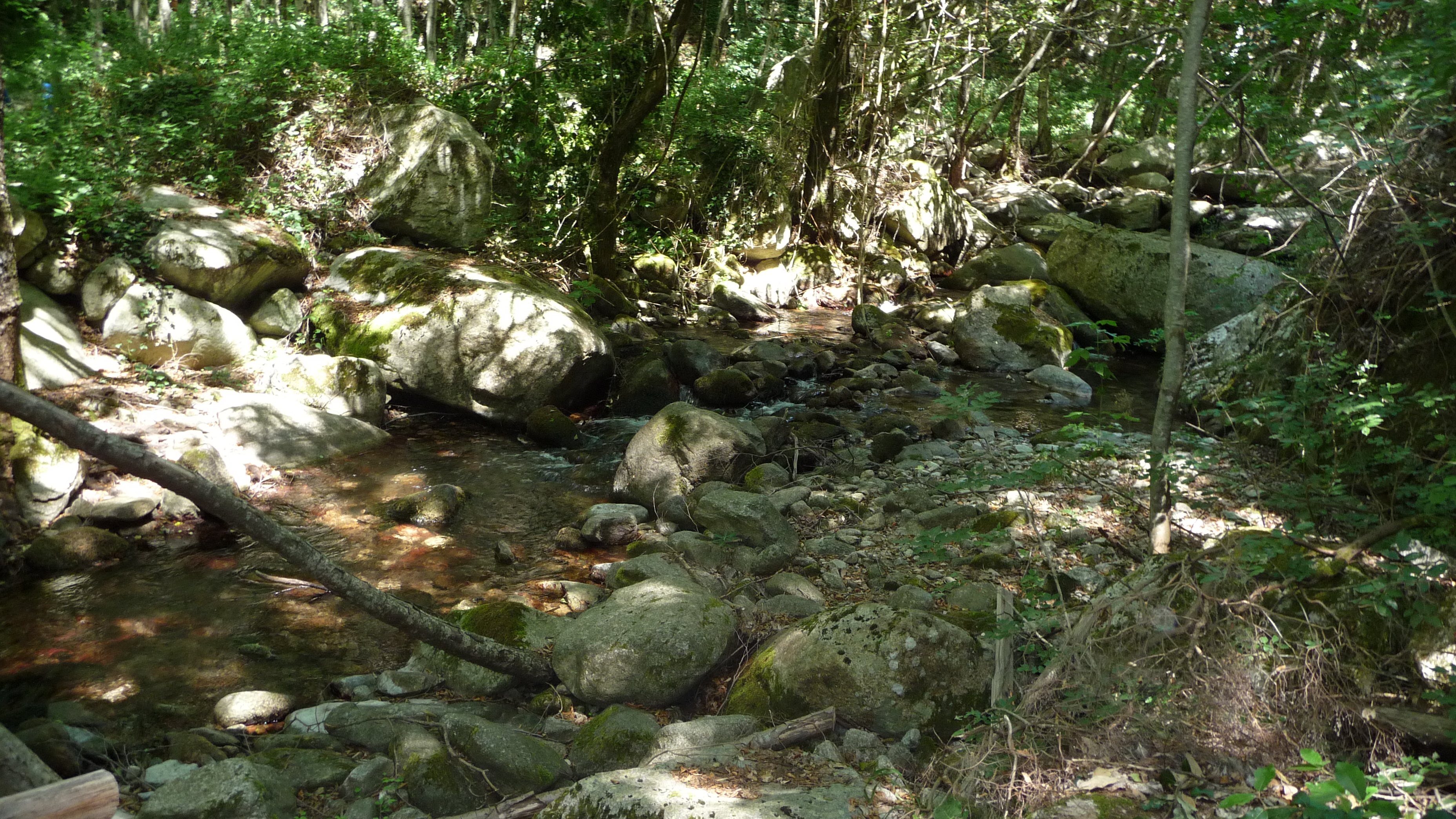
Vallone Folea

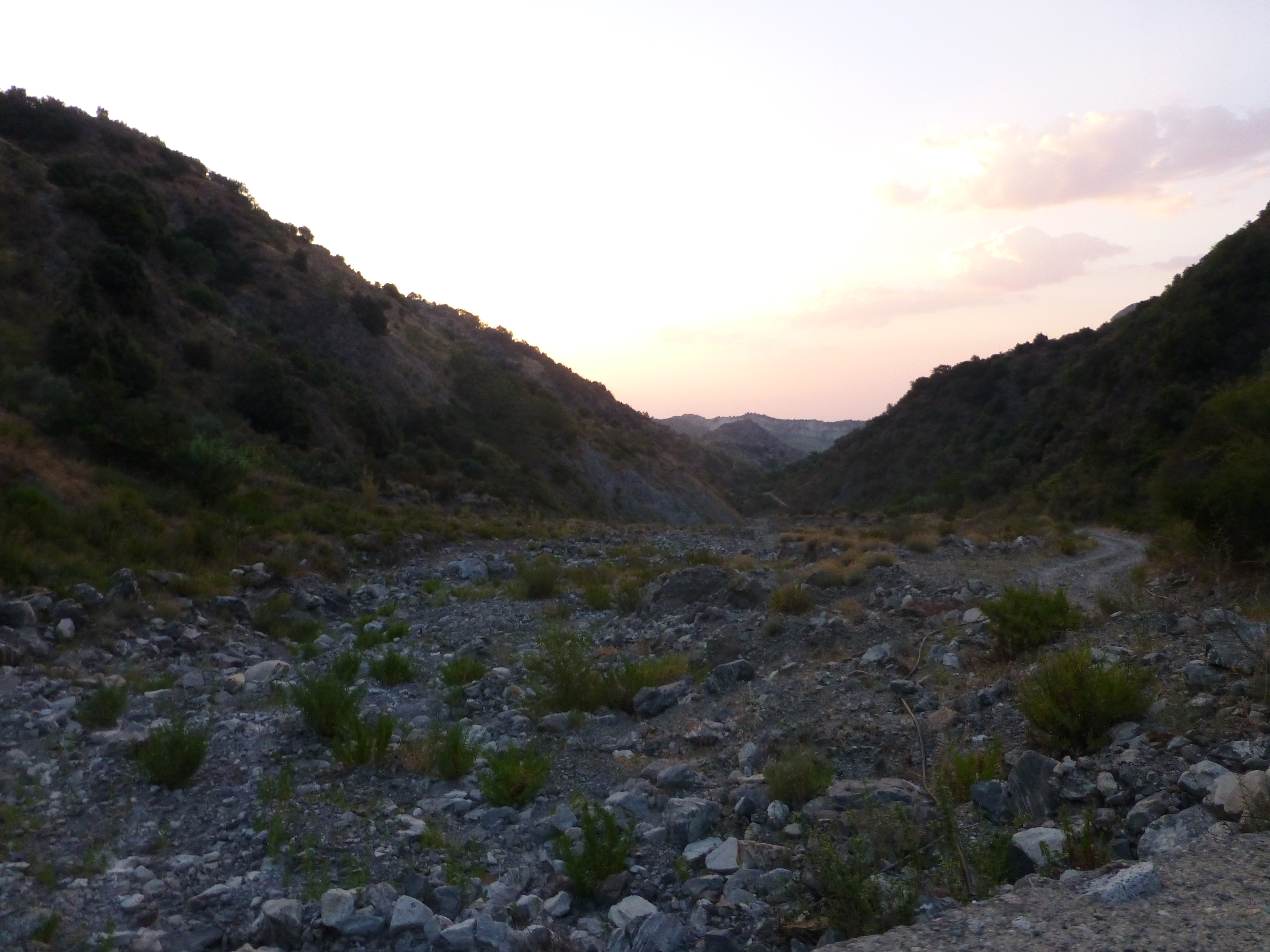
Letto prosciugato del torrente Pardalà all'alba agosto 2013

- Azzarera, è presente lungo il suo corso un bacino artificiale con relativa diga che alimentò la centrale idroelettrica Marmarico fino alla sua dismissione nel 1972.
- Cellia

Si immette nella sponda sinistra dello Stilaro (con le montagne alle spalle), dal Vallone Crocchio, nel comune di Stilo
- Don Luca, è stato uno dei torrenti in concessione alla società SIC per l'uso della centrale idroelettrica Marmarico
- Folea

È il torrente nel quale si trova la Cascata del Marmarico e la Centrale idroelettrica Marmarico
- Melodare (mardari in dialetto calabrese)

Il Melodare è una fiumara che si trova nel comune di Pazzano, e in parte nel comune di Bivongi il suo corso è caratterizzato da vecchi numerosi mulini, reperti di archeologia industriale.
Viene menzionato come Merdari nel documento di Ruggero II del 1094 e quasi sicuramente nel documento greco Brebion del 1050 come Kàpros in riferimento alla presenza di due mulini lungo il suo corso: Mulino do Regnanti e Mulino di Santo Nicola.
Lungo le sue sponde c'è contrada Argastili il cui nome testimonierebbe la presenza di un'officina siderurgica bizantina.
- Mila

Il nome deriverebbe da Milon, Mulino in greco.
- Pardalà

Il Pardalà si trova nel comune di Bivongi e lungo il suo corso nella prima metà del Novecento si trovava il cantiere Giogli al quale giungeva la molibdenite estratta nelle vicinanze. Era la zona con il più ricco giacimento di molibdenite rispetto al resto della Vallata dello Stilaro.
- Ruggero, lungo questo torrente venne costruita la piccola diga, omonima che con la condotta Ruggero alimentava la centrale idroelettrica Marmarico. In passato fu installata lungo il suo corso un'altra centralina: Gurna da coddara ora dismessa.

### Cascata del Marmarico e cascatelle del torrente Ruggero

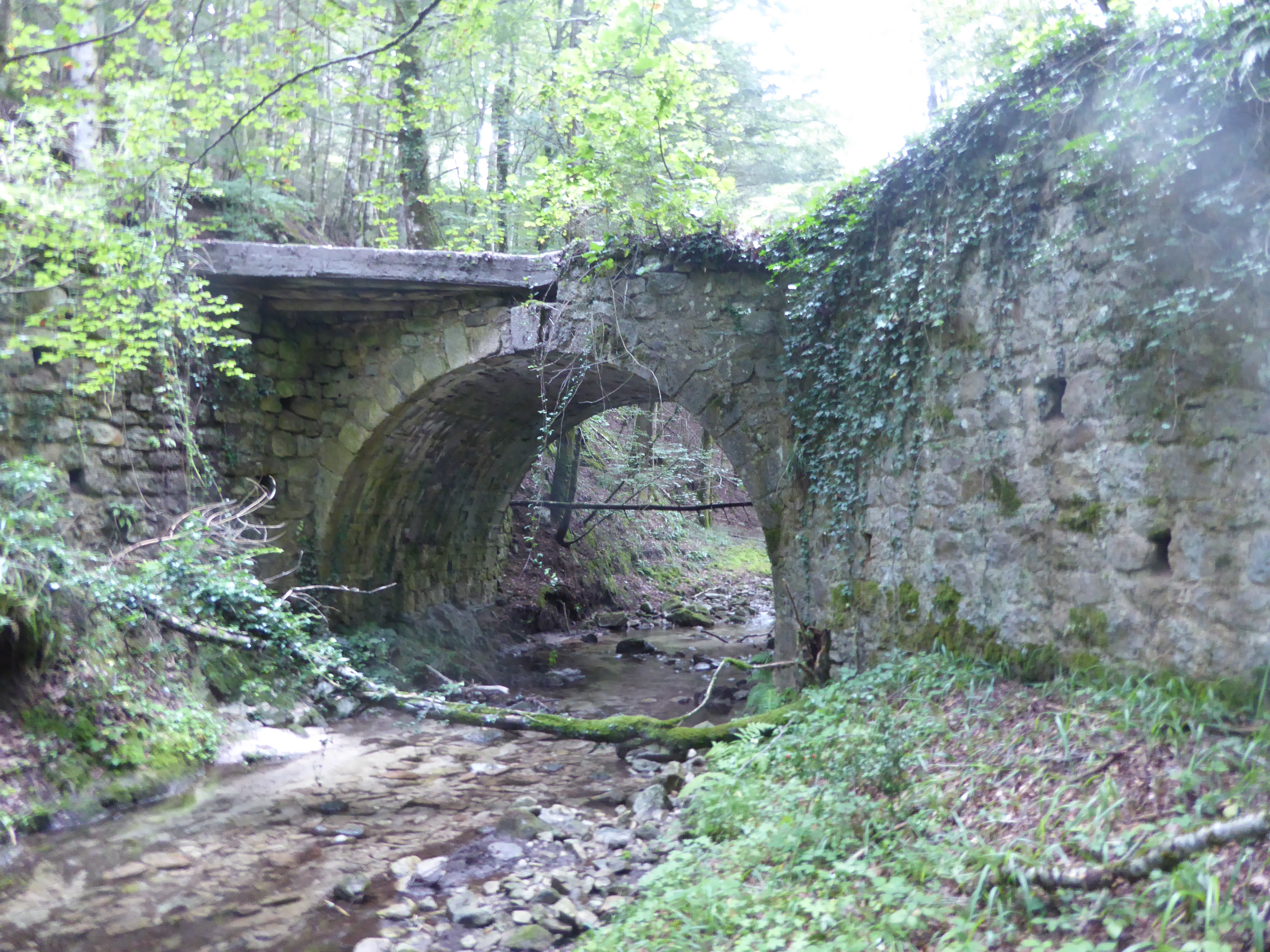
Ponte sul Torrente Ruggero (2018)

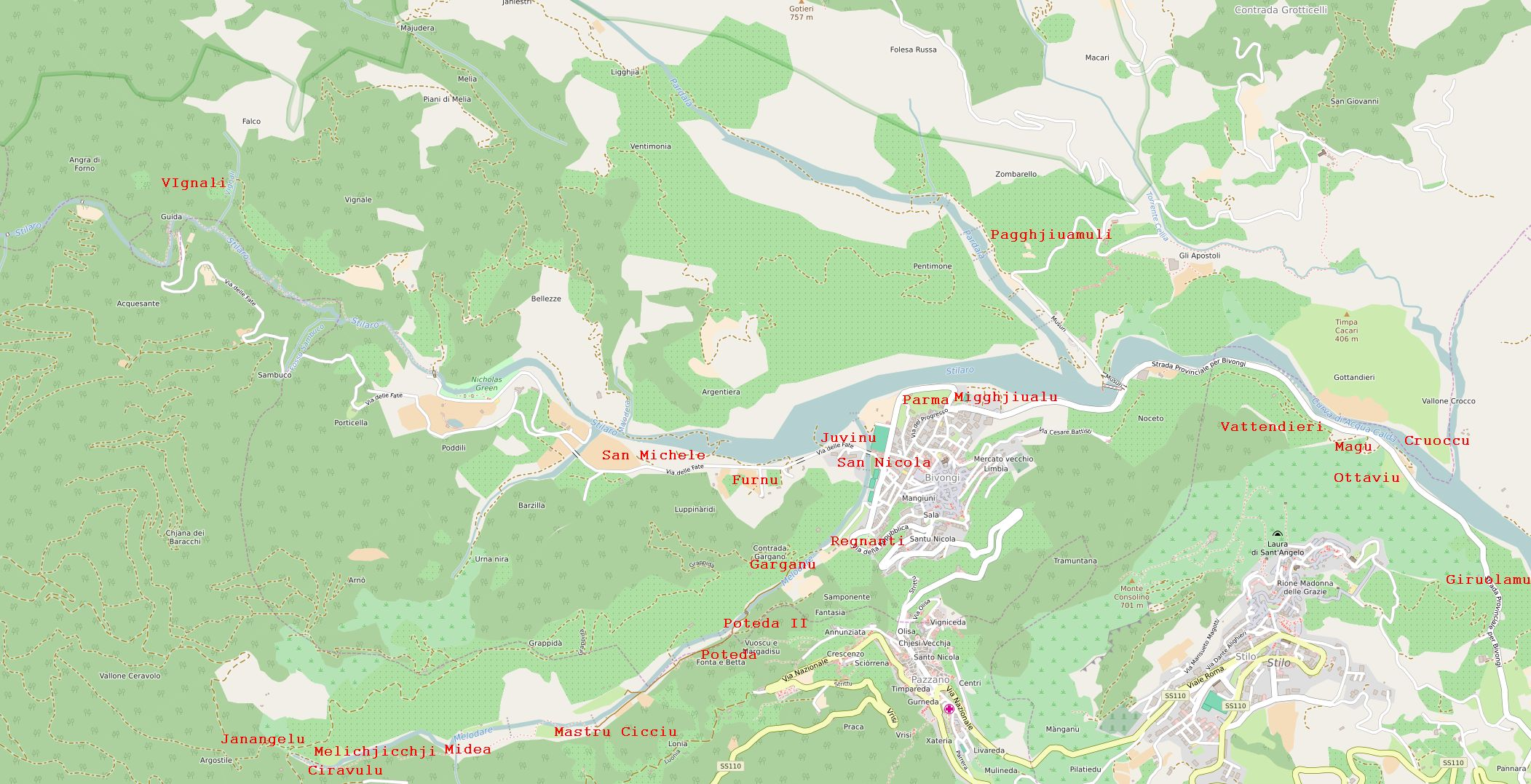
Carta sull'ubicazione dei mulini nel comune di Bivongi

È la cascata più alta di tutta la regione Calabria e dell'Appennino meridionale con i suoi 114 metri: è situata nel vallone Folea (dal greco: φωλεὰ che significa nido) nel comune di Bivongi.
Marmarico" significa "lento" o "pesante", probabilmente dall'impressione che l'acqua, seppure in perenne caduta, sembri apparentemente formare dei filamenti immobili.
La cascata è raggiungibile con un'ora e mezza di cammino dal comune di Bivongi o da Ferdinandea (Stilo) con un'ora di cammino.
Anche il Ruggero offre una serie di cascatelle ma meno spettacolari del Folea.

## Presenza umana

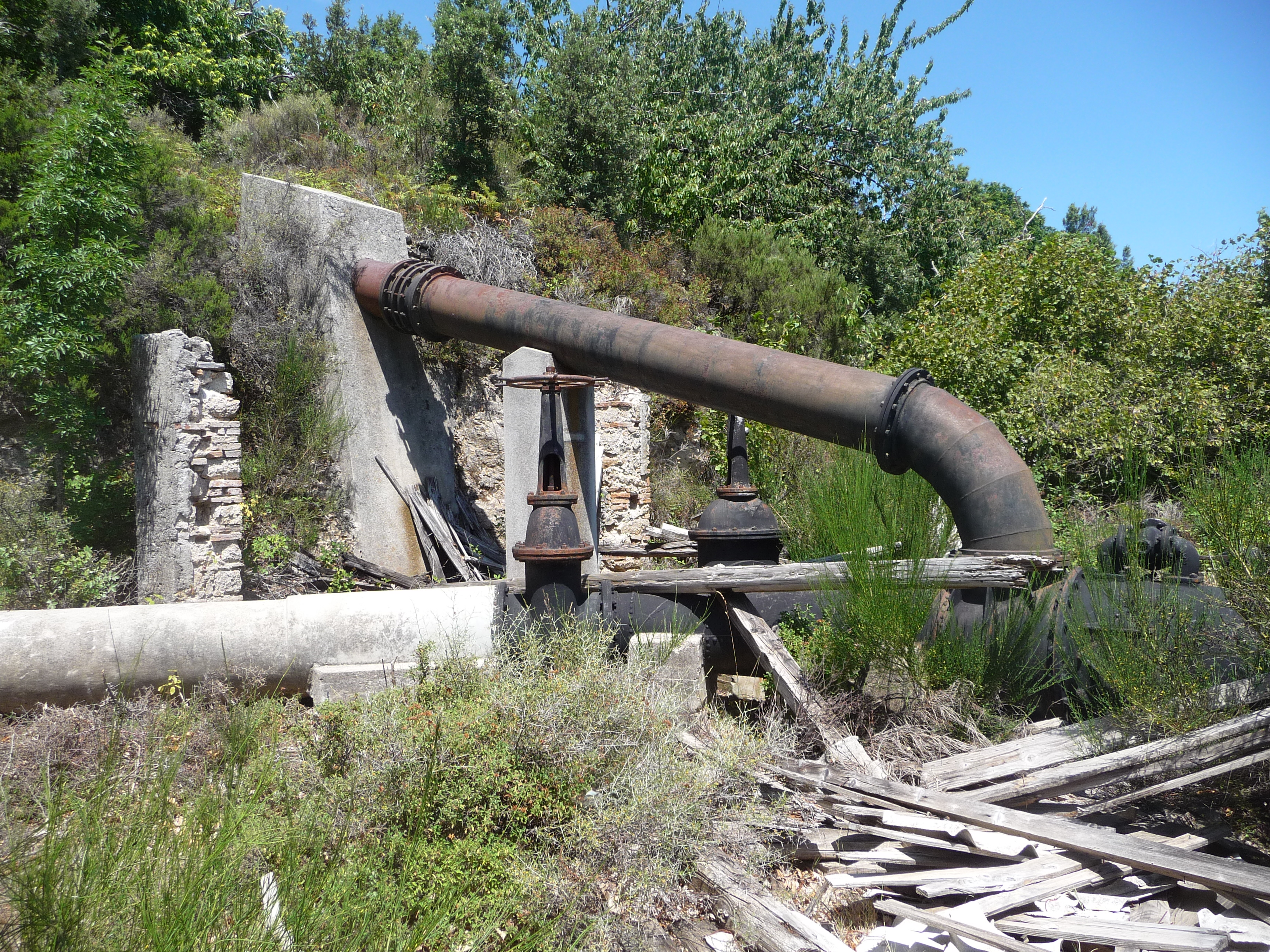
Raccordo delle due condotte forzate della Centrale idroelettrica Marmarico

In passato, sono state lasciate lungo la fiumara tracce molto forti di attività umana
I segni di questa attività la si trova soprattutto nel campo industriale dell'estrazione mineraria e nella lavorazione del minerale, abbandonata e ripresa molte volte nel corso della storia.
Lungo lo Stilaro si possono vedere numerosi mulini idraulici, le due centrali elettriche Guida e Marmarico, antiche ferriere, l'impianto di Flottazione Laveria costruito in contrada Perrocalle
Questo, è tutto ciò che resta dell'antico polo siderurgico calabrese nella zona della fiumara, e nel segno di questa archeologia industriale che si è dato vita all'Ecomuseo delle ferriere e fonderie di Calabria.

### Bagni di Guida

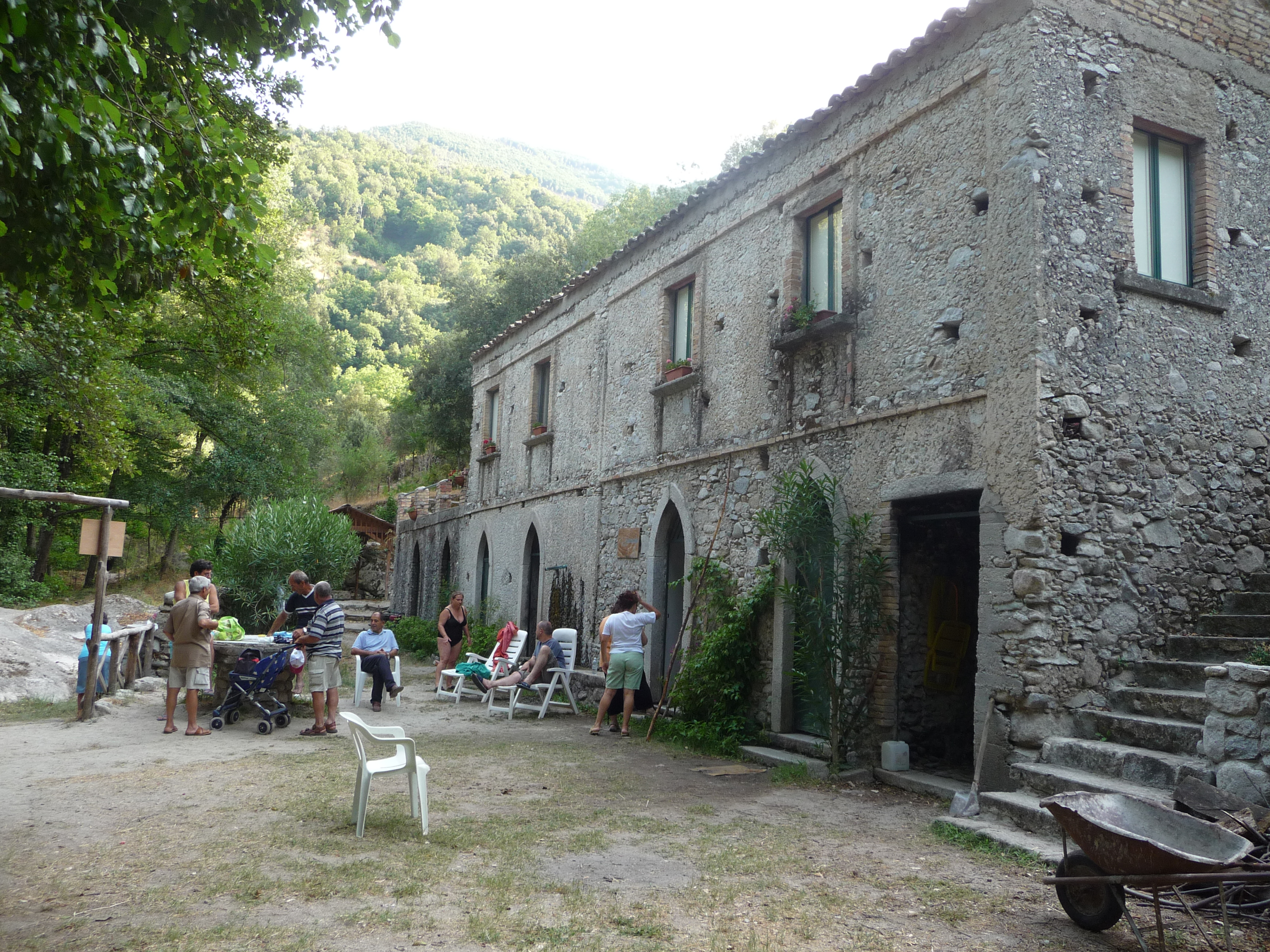
Bagni di Guida

I Bagni di Guida sono un antico centro termale nei pressi dello Stilaro.
Le sue acque venivano chiamate Acque Sante per le loro virtù terapeutiche-medicamentose.
Conosciute fin dall'epoca romana e poi bizantina.
Il centro moderno nacque intorno al 1850.
All'inizio del Novecento venne affiancato da un albergo ora in restaurazione.
Il centro termale rimase attivo fino al 1950.

### Mulini dello Stilaro

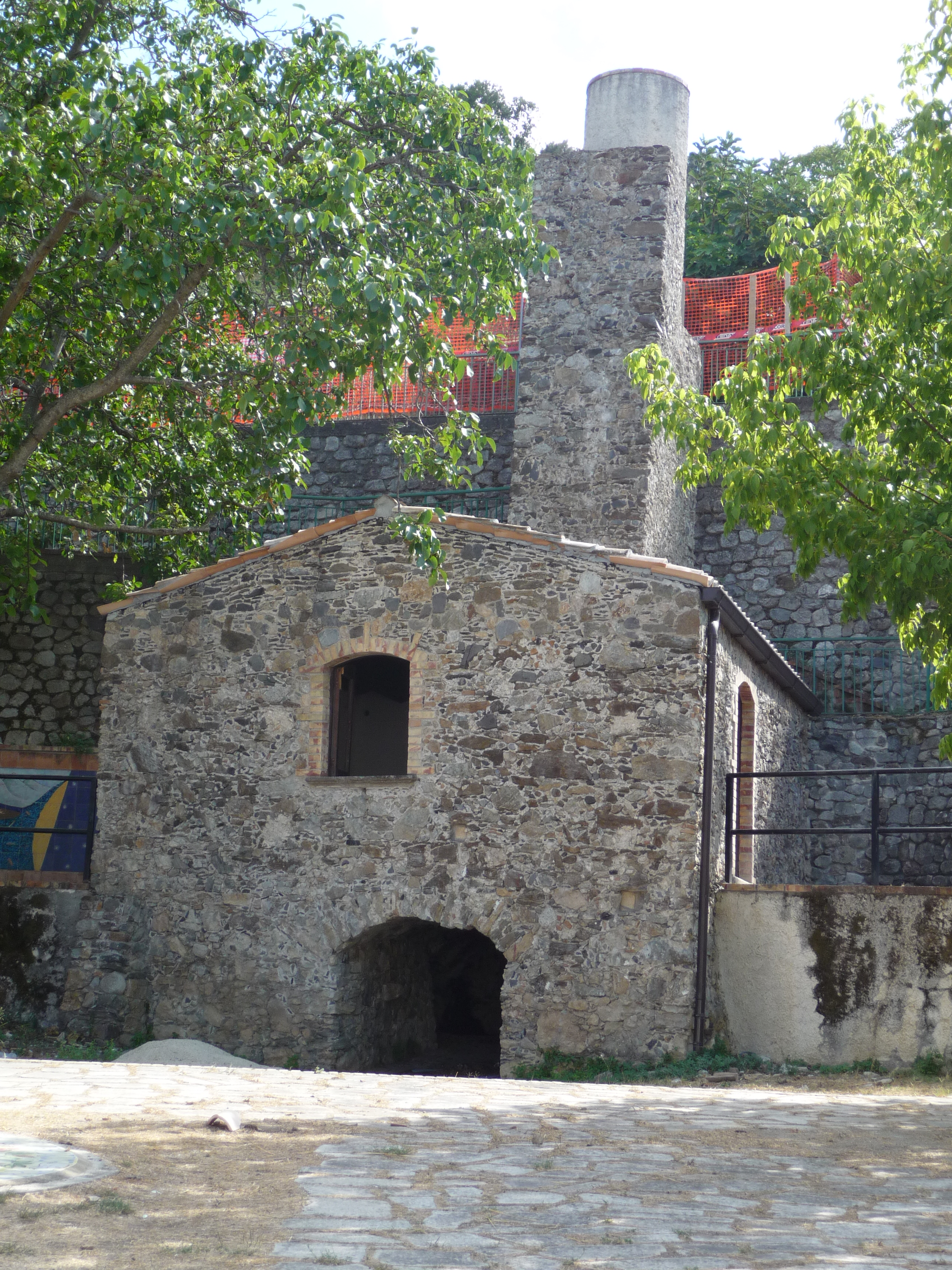
Mulino do Regnante

I Mulini dello Stilaro sono tutti quegli edifici, costruiti lungo le rive della fiumara Stilaro e i suoi affluenti, utilizzati in campo metallurgico e siderurgico.
I più importanti sono il cosiddetto Mulinu do furnu e Mulino Do Regnante. Il primo viene costruito el XII secolo da monaci cistercensi ed era utilizzato per la frantumazione della Galena estratta in località argentera. Nelle vicinanze vi era un forno per la fusione del minerale. Si trasformò nel 1500 in ferriera do furnu ed era tra le note Ferriere Fieramosca con cui si realizzavano palle di cannone. Nel XX secolo divenne una conceria. Il secondo è un mulino idraulico di tipo greco, cioè con una ruota palmata messa in orizzontale al di sotto delle macine e con torre verticale.
Altri mulini lungo la fiumara melodare sono: Mulino Gargano, Poteda1, Poteda 2, Mastru Cicciu e Midia.

### Allevamento ittico
Lungo il corso del fiume vi sono tre allevamenti ittici: il primo in località Angra di forno, il secondo in località Vignali e il terzo in località Poddilli.
Vengono allevati trote, storioni e anguille.

## Note

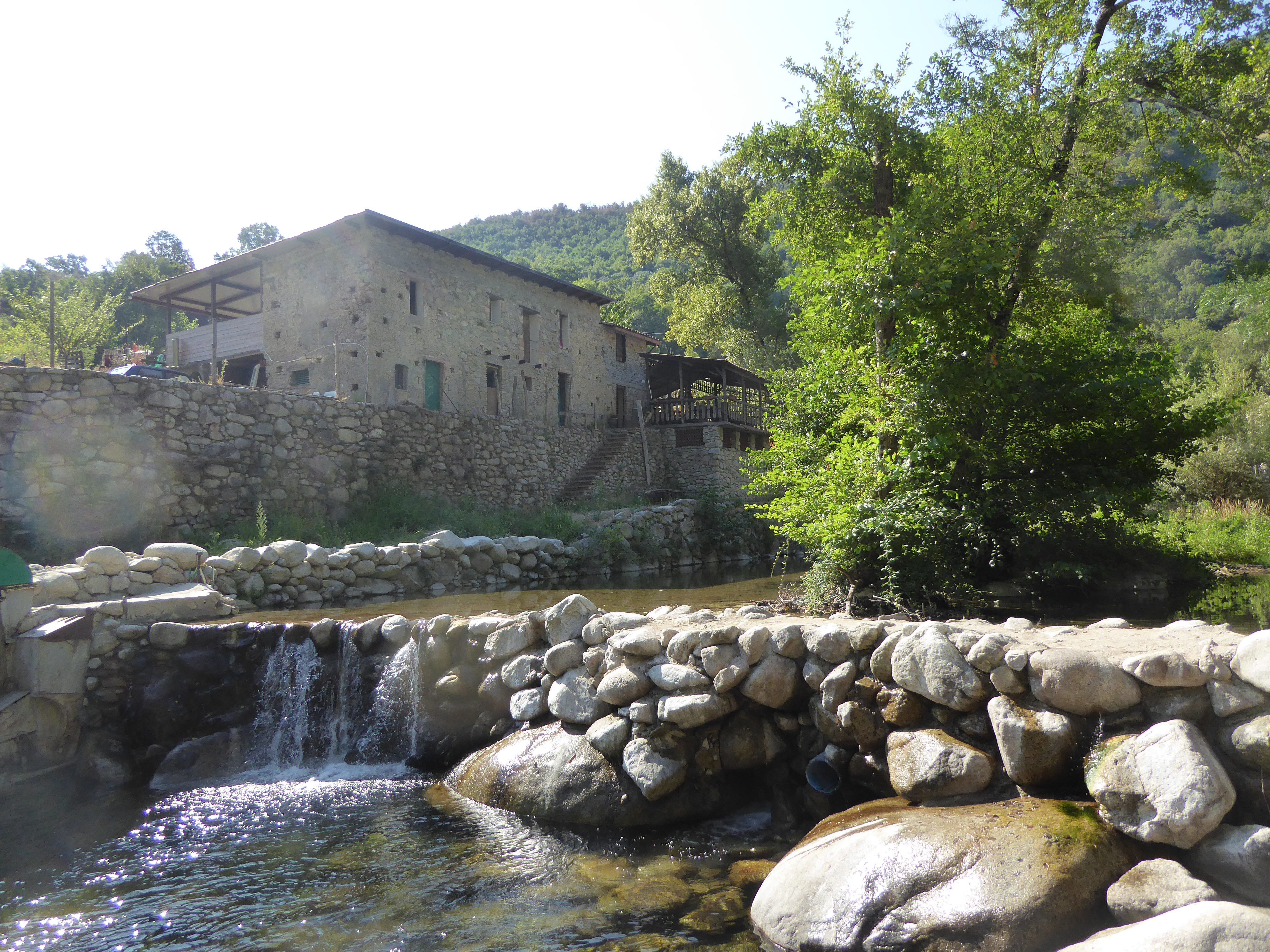
Bagni di Guida (agosto 2019)

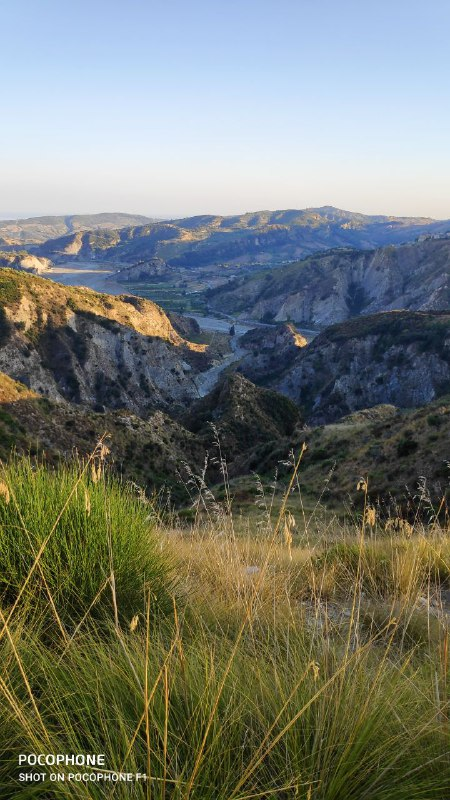
Vallone Crocco del torrente Cellia (agosto 2020)

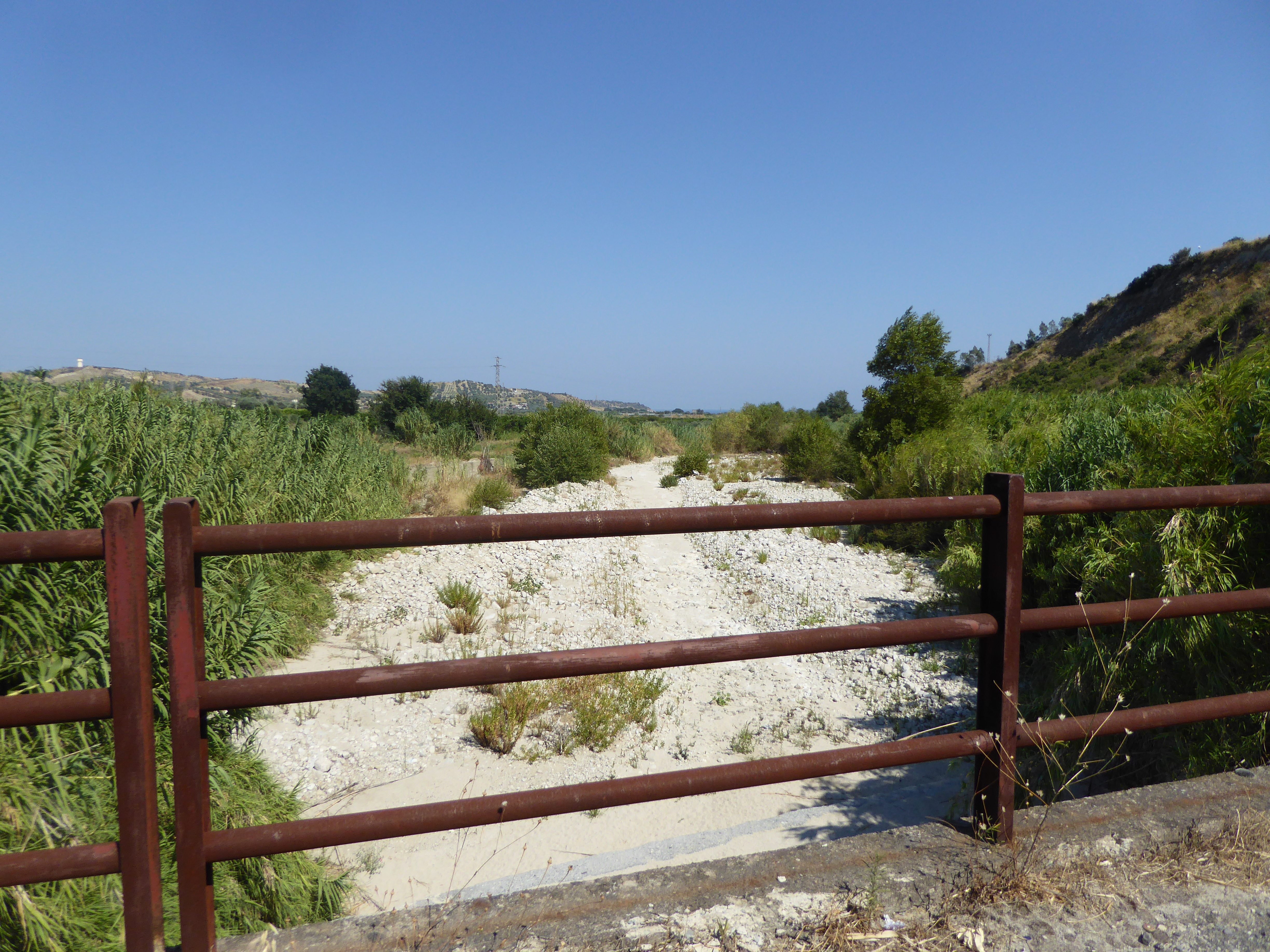
Fosso Brunìa (Stilo Agosto 2019)